# Пейо Пеев (текстописец)
Вижте пояснителната страница за други личности с името Пейо Пеев.
Пейо Маринов Пеев е български поет и текстописец.

## Биография
Пейо Пеев е роден на 14 октомври 1947 г. в град Ямбол. Пише стихове от детските си години. Започва да пише текстове за песни през 1995 година с оркестър „Кристал“ с ръководител Красимир Христов и певица Тони Дачева. През годините е работил с много певци и певици: Славка Калчева, Мариана Калчева, Орхан Мурад, Нелина, Цветелина, Борис Дали, Десислава, Екстра Нина, Емилия, Милко Калайджиев, Галена и много други.
По негови текстове има издадени над 300 песни фолк и попфолк. Две от най-популярните му песни са „Бащината къща“ на Тони Дачева и „Момина сълза“ на Славка Калчева.
Има няколко участия на фестивали в страната и три големи награди.
Първо място текстописец на годината на „Тракия фолк“ 1999 г. с песента „Молитва“ в изпълнение на Мариана Калчева.
Първа награда за авторска песен на „Пирин Фолк“ 2013 година с песента „Синовете на Пирина“, в изпълнение на Татяна Скечелиева, музика и аранжимент Игор Трайковски.
Първа награда за авторска песен на „Пирин Фолк“ 2016 година, първа награда на журито и първа награда на публиката с песента „Очкване“ в изпълнение на Светлин Миланов, музика и аранжимент Иван Йософов.